# UET Élite circuit
L'UET Élite circuit est un championnat regroupant diverses courses hippiques de trot en Europe, créé en 2023. Organisé par l'Union européenne du trot, il est l'héritier du Grand Circuit européen et des Masters du trot.
La compétition est composée de seize étapes et se conclut par une finale en automne.

## Circuit
En 2023, les quinze étapes ont lieu de janvier à septembre et la finale se dispute le 14 octobre à Solvalla.
Les étapes sont : le Prix d'Amérique Legend Race (Vincennes, France), le Prix de France Speed Race (Vincennes, France), le Grand Critérium de vitesse de la Côte d'Azur (Cagnes-sur-Mer, France), le Grand Prix de la Loterie (Naples, Italie), le Paralympiatravet (Âby, Suède), le Finlandia Ajo (Helsinki, Finlande), l'Elitloppet (Solvalla, Suède), le Grand Prix d'Oslo (Bjerke, Norvège), le Kymi Grand Prix (Kymi, Finlande), le Prix René Ballière (Vincennes, France), l'Ulf Thoresen Grand International (Jarlsberg, Norvège), l'Hugo Åbergs Memorial (Jagersro, Suède), l'Åby Stora Pris (Åby, Suède), le Campionato Europeo (Cesena, Italie) et le Grand Prix de Wallonie (Mons, Belgique).
Pour chaque course, des points sont attribués selon le classement : 15 points au 1er, 10 au 2e, puis 8, 6, 5, 4, et enfin 3 pour le 7e et tous les autres participants sont crédités d'un point. En outre, des points de participation sont attribués : 1 pour la 2e à la 5e participation, 2 de la 6e à la 10e et 3 de la 11e à la 15e.
L'édition 2024 est pourvue d'une seizième étape par l'intégration du Grand Prix des Nations de la fin octobre 2023, la finale ayant lieu en début octobre 2024 à Vincennes.

## Finale
La participation à la finale est offerte prioritairement par ordre du classement du circuit avant la course.
| Année | Hippodrome | Vainqueur | Pays   | Père        | Driver             | Entraîneur       | Distance | Réd.km | Deuxième          | Troisième     |
| ----- | ---------- | --------- | ------ | ----------- | ------------------ | ---------------- | -------- | ------ | ----------------- | ------------- |
| 2024  | Vincennes  | Go on Boy | France | Password    | Romain Derieux     | Romain Derieux   | 2 100 m  | 1'09"2 | Ganay de Banville | Hooker Berry  |
| 2023  | Solvalla   | Hohneck   | France | Royal Dream | Gabriele Gelormini | Philippe Allaire | 2 140 m  | 1'10"1 | Go on Boy         | Vivid Wise As |